# 알레시오 포코니
알레시오 포코니(이탈리아어: Alessio Foconi, 1989년 11월 20일~)는 이탈리아의 펜싱 선수로 주 종목은 플뢰레이다. 올림픽에 2회 참가했으며 2024년 하계 올림픽 남자 플뢰레 단체전에서 은메달을 획득했다. 또한 세계 선수권 대회에서 금메달 4개, 동메달 1개를 획득했으며 2018년 세계 선수권 대회 남자 플뢰레 개인전에서 우승을 차지했다.